# Nashaun Ellis
Nashaun Ellis (Rayville, 24 mei 2000) is een Amerikaans-Belgisch basketballer

## Carrère
Ellis speelde collegebasketbal voor de LSUA Generals van 2018 tot 2021. In 2021 ging hij in de Belgische derde klasse spelen voor United Basket Woluwe. In april 2022 maakte hij de overstap naar Spirou Charleroi, waar hij voornamelijk in de tweede ploeg speelde. Hij kreeg in het seizoen 2022/23 echter ook een kans in de eerste ploeg. In 2023 verliet hij Charleroi en koos voor tweedeklasser Kontich Wolves.
Voor het seizoen 2024/25 tekende hij bij tweedeklasser Basics Melsele.

## Privéleven
Ellis vader Ron Ellis was ook een basketballer.